# Otoniela adisi
Otoniela adisi là một loài nhện trong họ Anyphaenidae.
Loài này thuộc chi Otoniela. Otoniela adisi được miêu tả năm 1997 * bởi Antonio D. Brescovit.